# Overbooking
Overbooking ou Overselling (Português: sobrevenda) é um termo utilizado por empresas que se refere à prática de vender um serviço em quantidade maior do que a capacidade que a empresa pode fornecer. Tal prática pode ser ocasionada propositadamente pela empresa, que vende ativamente o serviço para compensar consumidores faltantes ou pode acontecer de forma acidental dado um grande número de variáveis nas operações. O termo é mais comum no setor de transporte de passageiros e na Hotelaria. 

## Transporte Aéreo

### Histórico
Até o começo da década de 90, o aproveitamento médio dos voos regulares era de aproximadamente 60%. A baixa ocupação permitia às empresas conviverem sem maiores danos com os passageiros que não compareciam no embarque (No-show) sem aplicar penalidade e revalidando os respectivos bilhetes para outro voo ou reembolsando o valor pago. 
A partir da década de 90 com a diminuição da interferência do governo, a globalização, e principalmente a maior liberdade de concorrência, a procura ficou maior do que a oferta no segmento de transporte aéreo, fazendo o no-show virar efetivo prejuízo, já que estes assentos deixaram de ser vendidos e a companhia ainda terá a obrigação de remarcar o voo ou reembolsar o bilhete do passageiro faltante.
Como solução para evitar o prejuízo as empresas do segmento adotam a prática de vender uma quantidade de assentos maior do que a quantidade disponível, usando como referência a porcentagem de no-show observada por um período de tempo. Entretanto por se basear apenas em uma estimativa, com frequência se apresentam para o embarque um número de passageiros superior ao número de assentos disponíveis, fazendo com que alguns passageiros fiquem impedidos de embarcar.
Ao realizar um voo de forma regular observa-se uma taxa de ocupação média que raramente representa todos os lugares da aeronave porque existe uma porcentagem de passageiros que não se apresenta no embarque.
Considerando uma aeronave de 100 lugares onde foram vendidos 100 bilhetes, mas só 90 passageiros se apresentaram para o embarque, existe uma taxa de 90% de ocupação e 10% de no-show. Se essa taxa se estabilizar por um período considerável a companhia passa a vender 110 lugares, ou seja, 100% da aeronave + 10% da estimativa de no-show. Assim se a estimativa for real, a aeronave ainda estará otimizada.
O overbooking também pode acontecer de forma acidental na operação de malhas aéreas com muitas variáveis. Companhias que utilizam aeronaves de vários tipos com números de assentos disponíveis diferentes podem sofrer imprevistos de operação ou manutenção que provocam trocas para aeronaves de menor porte, como o número de passagens já vendidas é imutável este por vezes fica maior do que o número de assentos disponíveis na nova aeronave.

### Responsabilidade (Brasil)
No Brasil, a prática do overbooking não é vedada e nem bem definida por lei porém isso não exclui a companhia aérea de prestar todo serviço de assistência material prevista na Resolução nº 400 da ANAC nos casos de atraso, cancelamento ou preterição de embarque.
De acordo com a ANAC, a preterição de embarque ocorre quando o passageiro tem o embarque negado no voo em que tinha lugar reservado, mesmo cumprindo os requisitos exigidos pela companhia aérea. Isso acontece, principalmente, em razão de overbooking, troca de aeronave ou segurança operacional.
Nas situações em que há possibilidade de preterição de embarque, a companhia aérea deve, antecipadamente, solicitar que passageiros voluntários se disponibilizem a embarcar em outro voo. Em troca, a empresa pode oferecer algum tipo de compensação, como quantia em dinheiro, passagem aérea, milhas, diárias em hotéis, etc.
Caso algum passageiro aceite ser reacomodado em outro voo voluntariamente, a empresa pode pedir a assinatura de um recibo para comprovar que não houve preterição.
Por outro lado, se houver preterição de embarque, o passageiro pode exigir seus direitos de acordo com a Resolução 400 da ANAC. Além disso, a preterição também pode ser interpretada dentro do Código Brasileiro de Aeronáutica como descumprimento de contrato de transporte, aplicando-se, assim, as penalidades vigentes.

### Direitos do passageiro
O passageiro que enfrenta uma preterição de embarque por causa de overbooking, ou mesmo por outro motivo, tem direito a receber assistência material e pode escolher entre quatro alternativas:

#### Reembolso integral
Nesta opção, o passageiro recebe o reembolso integral da passagem aérea, incluindo taxa de embarque. A companhia aérea não precisa oferecer assistência material, a menos que o passageiro esteja em aeroporto de escala ou conexão.

#### Remarcação de voo
Nesta opção, o passageiro faz a remarcação da sua passagem em outro voo da mesma companhia aérea, em data e horário da sua escolha, sem custos adicionais. A companhia aérea não precisa oferecer assistência material.

#### Realocação em outro voo
Nesta opção, o passageiro embarca no próximo voo em que houver vaga para o mesmo destino, que pode ser da mesma ou de outra empresa. A companhia aérea deve oferecer assistência material.

#### Concluir a viagem por outra modalidade
Nesta opção, o passageiro escolhe outra modalidade de transporte para concluir a sua viagem, como ônibus, van ou táxi. A companhia aérea deve oferecer assistência material e cobrir os custos do transporte.

### Assistência material
Nas alternativas em que a companhia aérea deve disponibilizar assistência material, o tipo de assistência varia conforme o tempo de espera do passageiro:
- A partir de 1 hora: meios de comunicação, como internet, telefone, etc;
- A partir de 2 horas: alimentação (voucher, lanche, bebidas, etc);
- A partir de 4 horas: hospedagem e transporte do aeroporto ao local de acomodação. Se o passageiro estiver no local de seu domicílio, a empresa pode oferecer apenas o transporte para a residência do passageiro e desta para o aeroporto, no horário do novo voo.

### Indenização por danos morais
Em algumas situações, a preterição de embarque por overbooking também dá direito ao passageiro de entrar com uma ação por danos morais e pedir uma indenização da companhia aérea.
As condições para danos morais são as seguintes:
- Atraso de 4 horas ou mais em relação ao horário previsto para chegada ao destino final.
- Alteração no voo ou preterição de embarque sem aviso prévio ou com aviso prévio menos de 72h antes do horário previsto para decolagem.

Nesses casos, a indenização por danos morais pode ser solicitada mesmo que o passageiro tenha recebido assistência material e auxílio da companhia aérea para finalizar a viagem.

## Hotelaria
Em hotelaria se usa o termo quando um estabelecimento hoteleiro tem atingido seus limites de ocupação e tem excesso de clientela que não pode albergar-se. Este estado pode estar causado por má gestão de um turoperador, ou bem pelo departamento de gestão de reservas do hotel, que pode possuir um número desatualizado do inventário quando os apartamentos estão em reformas ou inativos por qualquer motivo.
Para solucionar uma sobrevenda os hotéis contam com gestões realizadas de antecedência com hotéis vizinhos, sendo nestes casos uma ação de ajuda mútua ante este tipo de emergência. Quando não há prévio acordo com outro hotel, se aloja os clientes em qualquer hotel à conta do estabelecimento que sofre a sobrevenda ou à conta do turoperador, dependendo de quem tem cometido o erro. Os turoperadores que efetuam uma sobrevenda a alojar os clientes em outro hotel da mesma categoria e endereço em que possuem garantia de habitações.